# Roldán Rodríguez
Roldán Rodríguez Iglesias (Valladolid, España; 9 de noviembre de 1984) es un expiloto de automovilismo, empresario y comentarista deportivo español. En su palmarés destacan un subcampeonato en el Campeonato de España de F3 en 2006, un tercer puesto en la GP2 Asia Series 2008-09, y cuatro podios y una vuelta rápida en GP2 Series. También fue piloto probador de Fórmula 1, realizando tests para Minardi en 2005, Spyker y Force India en 2007. 
Actualmente trabaja con DAZN en las retransmisiones televisivas de Fórmula 1 en España.

## Trayectoria

### Karting
Se subió por primera vez a un kart en 1997 e inició su trayectoria en 1999 en el Campeonato de España de Karting, junto con el Campeonato de Cataluña de Karting, el Open Saxo y el Open Toyota, donde pudo conseguir diversos podios.
En el año 2000 compite en los campeonatos de España y de Castilla y León de Karting, donde llegaron sus primeras victorias. Este mismo año disputó el Campeonato de Europa de Karting, dando así inicio a su periplo internacional, el cual tuvo continuación al año siguiente con la participación en el Campeonato de Italia de Karting y el Trofeo Andrea Margutti.

### Monoplazas nacionales: Fórmula Junior y Fórmula 3
El año 2002 supone un paso adelante al pasar a participar en el Campeonato de España de Fórmula Junior 1600, en su primera toma de contacto con circuitos de largo trazado logra ser tercero de la general con la escudería Porfesa Competición. Repite al año siguiente donde vuelve a quedar tercero.
2003 supone el debut en el Campeonato de España de F3, paso indiscutible para alcanzar metas superiores y para iniciar su madurez como piloto. Para 2004 decide subir un escalón más con Porfesa, empezando la temporada de la World Series by Nissan, sin embargo los pobres resultados que consigue hacen que lo deje para volver a la Fórmula 3 Española, esta vez con Adrián Campos.
En el año 2005 sigue en Campos Racing, donde poco a poco sigue progresando en su rendimiendo y sus resultados. Es entonces cuando tiene sus primeros contactos con Minardi, llegando a probar su Fórmula 1 en el circuito de Vallelunga (Italia), y causando una buena impresión a los dueños del equipo.

### Monoplazas internacionales: Euroseries 3000 y GP2 Series
Con las miras en el equipo italiano, es aceptado para competir en la temporada 2006 del campeonato europeo Euroseries 3000 con la escudería italiana Minardi by GP Racing donde lograría una victoria en el Circuit de Catalunya. Compaginaría ese año su actividad también con la Fórmula 3 Española con Campos Racing donde por fin este año lograría 4 victorias, quedando subcampeón a 15 puntos del argentino Ricardo Risatti III. Roldán disputó también ese otoño la 53 edición del Gran Premio de Macao, la carrera internacional por excelencia de la Fórmula 3 que cuenta con un gran prestigio, enrolado en las filas del equipo británico Hitech Racing, donde no logró completar un gran fin de semana.

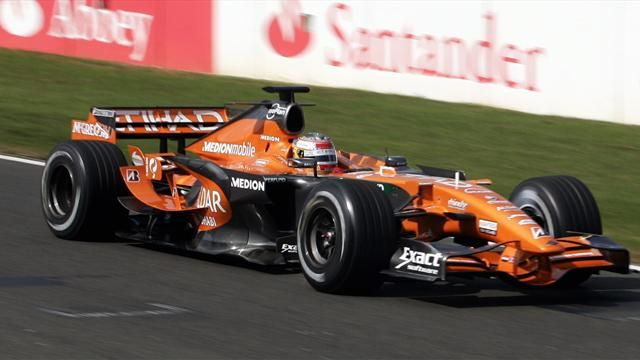
Roldán Rodríguez probando un Spyker en 2007.

A partir de la temporada 2007, pasó a competir en la GP2 Series, antesala de la Fórmula 1, siguiendo encuadrado en las filas de Piquet Sports, terminó la temporada como 17º clasificado con 14 puntos y 1 podio. A mediados de la temporada obtuvo la posibilidad de subirse de nuevo a un F1, esta vez con el equipo Spyker F1 en Silverstone.
Durante la pretemporada de 2008 estuvo haciendo tests para pasar a formar parte del equipo titular de Force India, pero finalmente fue rechazado en favor del piloto italiano Giancarlo Fisichella.
En 2008 disputó la última prueba de las GP2 Asia Series en Dubái, curiosamente en el equipo FMS International del que es propietario el piloto que le arrebató el puesto de piloto titular en Force India, Giancarlo Fisichella. Debido a no estar familiarizado con el circuito calificó muy mal, pero en las dos carreras consiguió remontar hasta posiciones de puntos, aunque debido a problemas mecánicos quedó relegado. Volvió ese año a disputar las Euroseries 3000, donde consiguió dos victorias y un segundo puesto en cuatro carreras que le llevaron a liderar el campeonato, pero lo abandonó a favor de la GP2 cuando se confirmó su fichaje por el equipo FMSI para disputarla, teniendo como compañero a Adrián Vallés y posteriormente a Adam Carroll. Consiguió un podio para maquillar la temporada en la última prueba de la temporada en el Autodromo Nazionale di Monza.
Para la temporada 2009 vuelve a Piquet Sports,  con los que disputa las series asiáticas y europeas, logrando un meritorio 3º puesto final en la primera y un 11º en la segunda. En 2010 solo hace la primera carrera con la Scuderia Coloni en la GP2 Asia Series y luego anuncia un año de descanso, ya que no dispone de más financiación para seguir adelante.

### Vida fuera de las carreras y reaparición
Tras varios años trabajando primero como director de un hotel en Sudamérica Roldán reaperició en el mundo de la competición en 2016 para participar en el International GT Open con el BMW Team Teo Martin junto al portugués Miguel Ramos. Disputó 6 carreras de las cuales ganó 2.
Desde entonces y tras algún test con GTs realizado para Lamborghini o Toyota, se ha dedicado principalmente a dirigir la Red de Hospitales de Recoletas y a ser comentarista de Fórmula 1, FIA F2, FIA F3 e IndyCar en Movistar Fórmula 1 (actual DAZN F1).

## Resumen de carrera
| Temporada | Categoría                    | Equipo                   | Carreras | Victorias | Poles | VR | Podios | Puntos | Pos. |
| --------- | ---------------------------- | ------------------------ | -------- | --------- | ----- | -- | ------ | ------ | ---- |
| 2002      | Formula Junior 1600 Española | Porfesa Competición      | 12       | 0         | ?     | 5  | 6      | 124    | 3.º  |
| 2003      | Formula Junior 1600 Española | Porfesa Competición      | ?        | ?         | ?     | ?  | ?      | 112    | 3.º  |
| 2003      | Campeonato de España de F3   | Elide Racing             | 6        | 0         | 0     | 0  | 0      | 59     | 14.º |
| 2003      | Campeonato de España de F3   | ECA Racing               | 7        | 0         | 0     | 0  | 0      | 59     | 14.º |
| 2004      | World Series V6              | Porfesa Competición      | 9        | 0         | 0     | 0  | 0      | 2      | 21.º |
| 2004      | Campeonato de España de F3   | Adrián Campos Motorsport | 8        | 0         | 0     | 0  | 0      | 16     | 11.º |
| 2004      | 1000km Hyundai               | ?                        | 1        | 0         | 0     | 0  | 0      | N/A    | 16.º |
| 2005      | Campeonato de España de F3   | Campos Racing            | 15       | 0         | 0     | 0  | 2      | 43     | 7.º  |
| 2006      | Campeonato de España de F3   | Campos Racing            | 16       | 4         | 2     | 3  | 6      | 102    | 2.º  |
| 2006      | Euroseries 3000              | Minardi by GP Racing     | 13       | 1         | 2     | 2  | 2      | 36     | 6.º  |
| 2006      | Gran Premio de Macao         | Hitech Racing            | 1        | 0         | 0     | 0  | 0      | N/A    | 17.º |
| 2006      | 500km Hyundai Getz           | Autorey                  |          |           |       |    |        |        | 1.º  |
| 2007      | GP2 Series                   | Minardi Piquet Sports    | 21       | 0         | 0     | 1  | 1      | 14     | 17.º |
| 2008      | GP2 Asia Series              | FMS International        | 2        | 0         | 0     | 0  | 0      | 0      | 29.º |
| 2008      | GP2 Series                   | FMS International        | 20       | 0         | 0     | 0  | 1      | 14     | 13.º |
| 2008      | Euroseries 3000              | Piquet GP                | 4        | 2         | 0     | 0  | 3      | 26     | 8.º  |
| 2008      | International GT Open        |                          | 2        | 0         | 0     | 0  | 0      | ?      | ?    |
| 2008-09   | GP2 Asia Series              | Piquet GP                | 11       | 1         | 1     | 0  | 3      | 35     | 3.º  |
| 2009      | GP2 Series                   | Piquet GP                | 20       | 0         | 0     | 0  | 2      | 25     | 11.º |
| 2009      | Euroseries 3000              | FMS International        | 2        | 0         | 0     | 0  | 0      | 1      | 16.º |
| 2009-10   | GP2 Asia Series              | Scuderia Coloni          | 2        | 0         | 0     | 0  | 0      | 0      | 23.º |
| 2016      | International GT Open        | BMW Team Teo Martín      | 6        | 2         | 0     | 0  | 2      | 20     | 12.º |
| 2019      | Copa Kobe Motor              | RACE                     | 1        | 0         | 0     | 0  | 0      | 0      | NC†  |
| Fuente:   |                              |                          |          |           |       |    |        |        |      |

- † Era piloto invitado, por lo que no sumó puntos.

## Resultados

### Gran Premio de Macao
| Año  | Escudería     | Q  | QR | Pos. |
| ---- | ------------- | -- | -- | ---- |
| 2006 | Hitech Racing | 25 | 21 | 17   |

### GP2 Series
(Clave) (negrita indica pole position) (cursiva indica vuelta rápida puntuable)

| Año  | Escudería             | 1   | 1   | 2   | 2   | 3   | 3   | 4   | 4   | 5   | 5   | 6   | 6   | 7   | 7   | 8   | 8   | 9   | 9   | 10  | 10  | 11  | 11  | Pos. | Puntos | Ref.   |
| ---- | --------------------- | --- | --- | --- | --- | --- | --- | --- | --- | --- | --- | --- | --- | --- | --- | --- | --- | --- | --- | --- | --- | --- | --- | ---- | ------ | ------ |
| 2007 | Minardi Piquet Sports | SAK | SAK | BAR | BAR | MON | MON | MAG | MAG | SIL | SIL | NÜR | NÜR | BUD | BUD | EST | EST | MNZ | MNZ | SPA | SPA | VAL | VAL | 17.º | 14     | [ 16 ] |
| 2007 | Minardi Piquet Sports | Ret | 12  | 4   | Ret | Ret | Ret | 16  | 9   | 8   | 11  | 10  | 9   | 6   | 3   | 11  | 8   | Ret | 8   | 15  | 10  | Ret | 17  | 17.º | 14     | [ 16 ] |
| 2008 | FMS International     | BAR | BAR | EST | EST | MON | MON | MAG | MAG | SIL | SIL | HOC | HOC | BUD | BUD | VAL | VAL | SPA | SPA | MNZ | MNZ |     |     | 13.º | 14     | [ 17 ] |
| 2008 | FMS International     | Ret | Ret | 12  | 13  | 6   | 4   | Ret | 16  | 11  | Ret | 18  | 15  | 19  | Ret | Ret | 10  | 21† | Ret | 6   | 2   |     |     | 13.º | 14     | [ 17 ] |
| 2009 | Piquet GP             | BAR | BAR | MON | MON | EST | EST | SIL | SIL | NÜR | NÜR | BUD | BUD | VAL | VAL | SPA | SPA | MNZ | MNZ | ALG | ALG |     |     | 11.º | 25     | [ 18 ] |
| 2009 | Piquet GP             | Ret | Ret | 11  | Ret | Ret | 17  | 12  | 9   | 2   | Ret | Ret | 13  | 5   | Ret | 5   | 2   | 13  | 7   | 5   | Ret |     |     | 11.º | 25     | [ 18 ] |

### GP2 Asia Series
(Clave) (negrita indica pole position) (cursiva indica vuelta rápida puntuable)

| Año     | Escudería         | 1    | 1    | 2    | 2    | 3    | 3    | 4    | 4    | 5    | 5    | 6    | 6    | Pos. | Puntos | Ref.   |
| ------- | ----------------- | ---- | ---- | ---- | ---- | ---- | ---- | ---- | ---- | ---- | ---- | ---- | ---- | ---- | ------ | ------ |
| 2008    | FMS International | YMC1 | YMC1 | SEN  | SEN  | KUA  | KUA  | SAK  | SAK  | YMC2 | YMC2 |      |      | 29.º | 0      | [ 19 ] |
| 2008    | FMS International |      |      |      |      |      |      |      |      | 15   | Ret  |      |      | 29.º | 0      | [ 19 ] |
| 2008-09 | Piquet GP         | SHA  | SHA  | DUB  | DUB  | SAK1 | SAK1 | LOS  | LOS  | KUA  | KUA  | SAK2 | SAK2 | 3.º  | 35     | [ 20 ] |
| 2008-09 | Piquet GP         | 1    | 6    | 3    | C    | 6    | 23   | Ret  | 17   | 4    | 12   | 2    | Ret  | 3.º  | 35     | [ 20 ] |
| 2009-10 | Scuderia Coloni   | YMC1 | YMC1 | YMC2 | YMC2 | SAK1 | SAK1 | SAK2 | SAK2 |      |      |      |      | 23.º | 0      | [ 21 ] |
| 2009-10 | Scuderia Coloni   | 10   | 14   |      |      |      |      |      |      |      |      |      |      | 23.º | 0      | [ 21 ] |